# Meteoritul (miniserial)
Meteoritul (titlu original: Meteor) este un miniserial american din 2009 regizat de Ernie Barbarash, scris de Alex Greenfield și distribuită de RHI Entertainment, în asociere cu Alpine Medien Productions, Larry Levinson Productions și Grand Army Entertainment. Rolurile principale au fost interpretate de actorii Stacy Keach, Marla Sokoloff și Christopher Lloyd.
Miniserialul este format din 2 părți. Prima parte a fost difuzată pe rețeaua NBC la 12 iulie 2009, iar a doua parte a fost difuzată o săptămână mai târziu, la 19 iulie 2009.

## Prezentare
Povestea este despre asteroidul 114 Kassandra, care se află pe un curs de coliziune cu Pământul. Meteoriții din jurul său se prăbușesc în diferite locuri din întreaga lume, inclusiv în orășelul Taft, California, în timp ce armata nu reușește să-l elimine.

## Distribuție
- Stacy Keach - Police Chief Crowe
- Marla Sokoloff - Imogene O'Neill
- Christopher Lloyd - Dr. Daniel Lehman
- Jimmy "Jax" Pinchak - Michael "Mike" Hapscomb
- Ernie Hudson - General Brasser
- Kenneth Mitchell - Russell "Rusty" Hapscomb
- Mimi Michaels - Jenny Crowe
- Michael Rooker - Calvin Stark
- Erin Cottrell - Dr. Chelsea Hapscomb
- Anne Nahabedian - Claire Payne
- Ariel Gade - M. Keely Payne
- Alex Paez - Lieutenant Finn
- Paola Turbay - Nurse Huxley
- Tiffany Hines - Maya
- Sam Ayers - Captain Finnegan
- Wyatt Smith - Roadside Boy
- Natalie R Ridley - Police Dispatcher
- Billy Campbell - Detective Jack Crowe
- Jason Alexander - Dr. Nathan Chetwyn
- Zachary Bryan - Deputy Kosey
- Camille Chen - Lieutenant Quigley
- Eugene Davis - Whitaker
- Harrison Knight - Buck
- Cindy Ambuehl - Cheryl
- Chancellor Miller - Trent
- Carmen Argenziano - Border Police Murphy